# 青春向前行
《青春向前行》（葡萄牙語：Juventude em Marcha）是2006年的電影作品，為葡萄牙導演佩德羅·科斯塔執導的第五部長片。本片使用DV拍攝長且靜態的鏡頭，故事融合劇情與紀錄片，也是拍攝里斯本非裔移民社群的「方泰尼亞三部曲」的第三部電影，接續在《托嬰風暴》與《在凡妲的小房間裡》之後。本片也獲選為第59屆坎城影展正式競賽片。

## 劇情
葡萄牙政府拆除貧民窟方泰尼亞之後，將七十五歲的維德角移民凡圖拉安置在里斯本郊外，凡圖拉遊蕩在他的新、舊屋子之間，在心中與他的過去不停的碰撞。

## 獎項
| 獎項                     | 獎項                      | 受獎者                       | 階段／結果 |
| ------------------------ | ------------------------- | ---------------------------- | ---------- |
| 第59屆坎城影展           | 金棕櫚獎                  | 佩德羅·科斯塔 《青春向前行》 | 提名       |
| Cineport葡萄牙電影節     | 最佳劇本                  | 佩德羅·科斯塔                | 獲獎       |
| 2007年洛杉磯影評人協會獎 | 最佳獨立/實驗電影與錄像獎 | 《青春向前行》               | 獲獎       |
| 2007年村聲雜誌電影選     | 最佳影片                  | 《青春向前行》               | 提名       |

## 外部連結
- 互联网电影数据库（IMDb）上《青春向前行》的资料（英文）
- 爛番茄上《青春向前行》的資料（英文）
- 開眼電影網上《青春向前行》的資料（繁體中文）